# Чалык Энерджи
Çalık Enerji (рус. «Чалык Энерджи») — турецкая энергетическая компания, входящая в Çalık Holding (Чалык Холдинг). Основана в 1998 году.
Основные направления деятельности:
- Разведка нефтегазовых месторождений, добыча, транспортировка и продажа нефти и газа;
- Генерация, передача и продажа электроэнергии;
- Проектные работы в области энергетики;
- Телекоммуникационные услуги.

Компания ведёт работу в Турции, Ираке, Афганистане, Азербайджане и Туркмении (в основном в районе месторождения Йолотен). Вместе с итальянской компанией Eni сооружает нефтепровод Самсун — Джейхан. Имеет электростанции в Турции.